# Hwelf
Hwelf (Welf I.) bio je franački plemić koji je imao naslov grofa. Otac mu je bio Rothard von Argengau. Hwelf je bio pripadnik plemstva Frankonije, a oženio se gospom Hedvigom Bavarskom.
Hwelfova je obitelj postala politički moćna nakon što je car Ludvig I. Pobožni (Luj I.) odlučio oženiti se grofovom kćerju Juditom, koja je postala careva druga supruga i kraljica Franaka. Luj je bio sin Karla Velikog. Hwelfova druga kći, Ema, udala se za Ludviga Njemačkog te je tako Hwelf bio tast dvojice kraljeva – Ema je postala kraljica Istočnih Franaka.
Konrad, predak burgundskih kraljeva, bio je Hwelfov sin. Hwelf je imao i sina Rudolfa.